# Феникс (альбом Хамиля)
«Феникс» — сольный альбом рэпера Хамиля из группы «Каста», выпущенный в 2004 году. При записи сольного альбома были сняты 2 видеоролика: «Сестра», заявленный в двух номинациях RMA MTV 2005 и «Черви ненависти» — при участии группы «Песочные люди».

## Список композиций
1. Приглашение (feat. «Доброе зло»)
2. Узник (предисловие)
3. Пир
4. Сестра (feat. Шым и Влади)
5. Пристань
6. Колыбель
7. Для великих открытий (feat. Влади)
8. Под одним небом (feat. Влади и Шым)
9. Черви ненависти (feat. «Песочные люди»)
10. Дальше — больше (антракт)
11. Ты ещё в майке вышел в ноябре… (скит)
12. Гончая (feat. Змей («Грани»))
13. Вечер красит город (feat. Влади и Маринесса Покарано)
14. Затмение (трилогия) (feat. Тато)
15. Держись подальше
16. Наяву или во сне (трилогия) (feat. «Доброе зло»)
17. Уже вечны…
18. Секрет (трилогия) (feat. «Доброе зло»)
19. Феникс
20. Ярмарка (предисловие)
21. Кукловод (feat. Тэйк («Доброе зло»)
22. Черные дожди (предисловие)
23. Стон искалеченных земель (feat. Fusion Man)
24. Радость битвы (feat. «Объединённая каста»)

## Принимали участие
- DJ Хобот
- Fusion Man
- Тато
- «Объединённая каста»: «Грани», «Бледнолицые нигга’дяи», «Доброе зло», «Песочные люди»
- Влади (Каста)
- Шым (Каста)
- Маринесса Покарано
- Змей (Грани)

## Об альбоме
О своем сольнике Андрей сказал.

Я попытался в текстовом и звуковом насыщении сохранить кастовые традиции ритма, звука, такого андеграундного. Получилась картина — довольно-таки суровая. Там буквально несколько треков расслабленные, которые можно послушать не напрягаясь, где и мелодия прикольная, и тексты не особо сложные. А в основном альбом получился пропитанным мистицизмом и требующим от слушателя напрягать извилины, чтобы понять, о чём идет речь. Этот альбом я представляю как одну книгу, где есть страшные, пугающие вещи, есть вещи волнующие, есть боевые темы, есть смешные и много интерлюдий, предысторий

## Рецензии
Новый альбом – солидный том, сборник причудливых историй и мистических притч. Очень емкий, требующий серьезного внимания. Фоновая музыка – это не про "Феникс". Как говорил в одном из интервью Влади, "Любовь-морковь расхватала на рифмы попса, поэтому нам приходится рифмовать про бакенбарды и канделябры". Вместо популярных частушек о чёрном бумере, фетише прыщавого гопника – получите пиры Валтасара и рассказы о том, как заживлять раны пламенем веры.
 — пишет Андрей Никитин на сайте Rap.ru